# 680 Genoveva
680 Genoveva este un asteroid din centura principală, descoperit pe 22 aprilie 1909, de August Kopff.